# Sormonne (Ardennes)
Sormonne ist eine französische Gemeinde mit 527 Einwohnern (Stand: 1. Januar 2022) im Département Ardennes in der Region Grand Est (bis 2015 Champagne-Ardenne). Sie gehört zum Arrondissement Charleville-Mézières, zum Kanton Rocroi und zum Gemeindeverband Vallées et Plateau d’Ardenne. 

## Geografie
Die Gemeinde Sormonne liegt am gleichnamigen Fluss Sormonne am Südwestrand der Ardennen im 2011 gegründeten Regionalen Naturpark Ardennen, 13 Kilometer westnordwestlich von Charleville-Mézières. Umgeben wird Sormonne von den Nachbargemeinden Harcy im Norden, Lonny im Nordosten und Osten, Ham-les-Moines im Südosten, Remilly-les-Pothées im Süden und Südwesten sowie Murtin-et-Bogny im Westen.

## Bevölkerungsentwicklung
| Jahr                       | 1962 | 1968 | 1975 | 1982 | 1990 | 1999 | 2011 | 2019 |
| Einwohner                  | 238  | 223  | 231  | 397  | 531  | 542  | 561  | 536  |
| Quellen: Cassini und INSEE |      |      |      |      |      |      |      |      |

## Sehenswürdigkeiten
- Kirche Saint-Jean-Baptiste aus dem 16. Jahrhundert

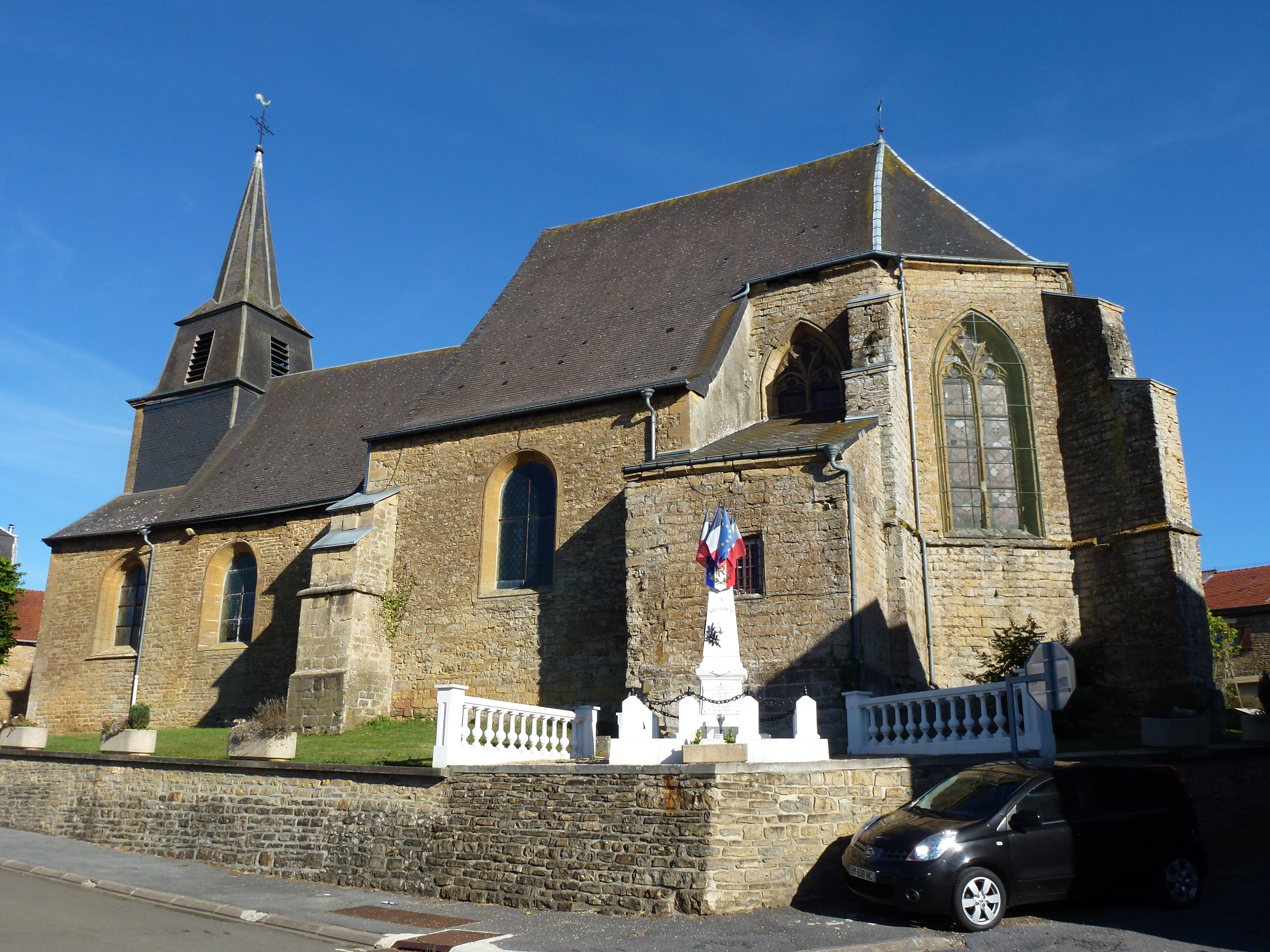
Kirche Saint-Jean-Baptiste